# Пак Мён Сик
Пак Мён Сик (кор. 박명식), — северокорейский серийный убийца. В период с апреля по октябрь 1990 года убил 12 подростков возрастом от 14 до 20 лет, для того чтобы съесть их печени. Он был приговорён к смертной казни и впоследствии казнён в 1991 году.

## Предыстория
О прошлом Пака почти ничего не известно. Во время совершения преступлений он работал на фабрике в Синпхо, где его коллеги описывали его как робкого человека.
За несколько лет до начала убийств он заболел циррозом печени, от которого его лечили в Хамхыне, но лечение не имело эффекта. Коллега сказал, что ему может помочь гадалка. Поскольку религиозные обряды в стране запрещены, коллега организовал тайную встречу Пака с гадалкой.
Сначала она отказывала в помощи, но в конце концов пожалела его и сказала Паку, что единственный способ вылечить его болезнь — это съесть человеческую печень. Напуганный перспективой убить человека, он вернулся домой, но по мере того, как его состояние со временем становилось всё хуже и хуже, Пак решил, что лучше попытаться, чем умереть в агонии.

## Убийства
Первой жертвой маньяка стала 15-летняя девушка, которая находилась на ферме. Пак ворвался внутрь и вцепился в неё пока она спала, зажал ей рот рукой, а затем ударил её ножом. Когда Пак выносил истекающую кровью девушку из здания, он был напуган лаем собак и был вынужден бежать, оставив умирающую ученицу, которая скончалась от полученных травм на следующий день.
Несколько дней спустя на соседней ферме нашли сильно изуродованное тело другого подростка, травмы которого были настолько серьёзными, что фермер, который нашёл труп, потерял сознание. Полицейские города Синпхо начали расследование, но они не смогли идентифицировать или поймать преступника — вместо этого некоторые предположили, что преступления совершил призрак. Через несколько дней после инцидента в центре города было найдено тело 20-летней женщины с такими же травмами, как и у предыдущей жертвы.

## Арест, суд и казнь
В октябре 1990 года Пак попытался похитить ученицу, которая ехала на работу в колхоз. Ему не удалось этого сделать, и он скрылся, но по дороге его заметили граждане, которые тут же задержали его и доставили в отделение полиции. После его признания гадалка также была арестована и обвинена.
Суд над ним состоялся в середине октября 1991 года. Он признал себя виновным по предъявленным обвинениям, из-за чего был незамедлительно осужден и приговорен к смертной казни. В этом же месяце он был расстрелян. В качестве наказания за дачу советов, которые привели Пака к убийствам, гадалка была приговорена к 15 годам колонии строгого режима, которые она отсидела полностью и была освобождена в 2006 году. В соответствии с уголовным кодексом Северной Кореи гадалка была депортирована в другую провинцию, её дальнейшая судьба остаётся неизвестной.